# Edward Wegener

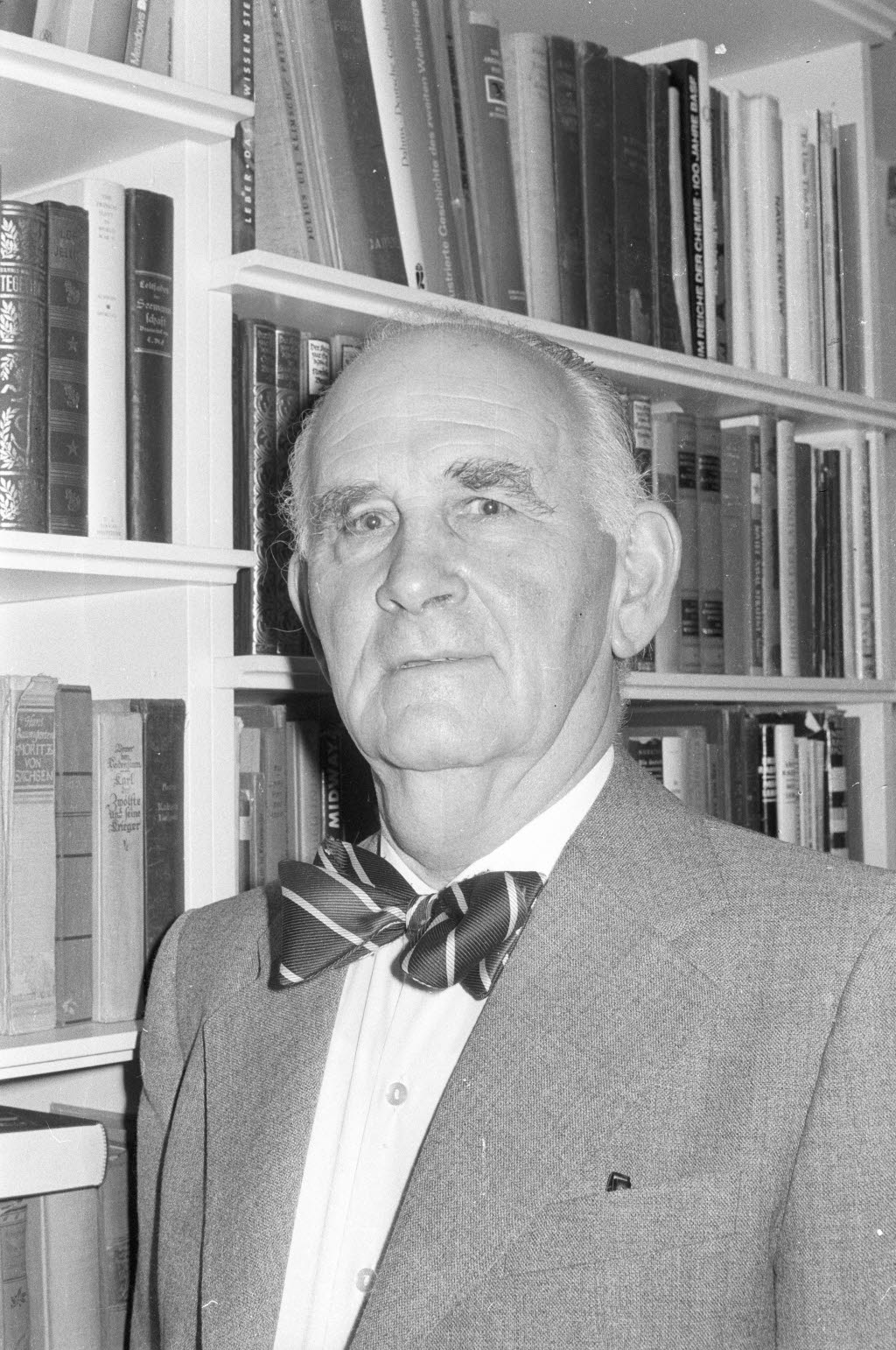
Edward Wegener (1974)

Edward Wegener (* 17. Dezember 1904 in Kiel; † 30. Dezember 1981 ebenda) war ein deutscher Konteradmiral der Bundesmarine und zuletzt von 1963 bis 1965 als Vizeadmiral Befehlshaber der Seestreitkräfte im NATO-Kommando Ostseezugänge. Er war ein Sohn des Vizeadmirals Wolfgang Wegener (1875–1956) und der Desi von Gierke (1878–1966), Tochter des Otto von Gierke und der Lili Loening.

## Militärische Laufbahn

### Reichsmarine und Kriegsmarine
Nach dem Abitur in Wilhelmshaven trat Wegener 1923 als Offizieranwärter in die Reichsmarine ein. 1927 wurde er Leutnant zur See und zwei Jahre später Oberleutnant zur See. Er diente auf Linienschiffen, Kreuzern und Torpedobooten. Anfang der 1930er Jahre erhielt er eine artillerie-technische Ausbildung an der Technischen Hochschule Charlottenburg und wurde 1934 zum Kapitänleutnant befördert.
1936 war er Kommandant des Torpedoboots Kondor. 1938 wurde er Referent im Oberkommando der Kriegsmarine.
Während des Zweiten Weltkriegs diente Wegener, ab 1942 Fregattenkapitän, zunächst als Artillerieoffizier auf dem Schweren Kreuzer Admiral Hipper. 1943/44 war er Admiralstabsoffizier und Leiter des Führungsstabes beim Marinegruppenkommando West und anschließend bis Kriegsende 1. Admiralstabsoffizier des Flottenkommandos.

### Nachkriegszeit und Bundesmarine
Nach Ende des Krieges war Wegener anfangs als Leiter der Technischen Abteilung in der Leitung des Deutschen Minenräumdiensts tätig. Danach wurde er Direktionsassistent in einem Industrieunternehmen.
1956 trat er in die Bundesmarine ein und wurde als Kapitän zur See der erste deutsche Marineattaché der Nachkriegszeit in Washington, D.C. 1960 kehrte er nach Deutschland zurück und wurde als ab April 1961 Flottillenadmiral Leiter der Unterabteilung II Führung im Führungsstab der Marine. Während dieser Verwendung war er für die erste Konzeption der Marine verantwortlich, die Ende Dezember 1962 durch den Inspekteur der Marine erlassen wurde. Er fasste die dieser Konzeption zugrunde liegenden Annahmen zur Bedrohung in einem Dokument "Ostseelage Marine" zusammen. Darauf aufbauend hat Wegener sich nach seiner Pensionierung mit der sowjetischen Marineplanung befasst und seine Gedanken in dem Buch "Moskaus Offensive zur See" veröffentlicht.
1963 wurde er als Vizeadmiral NATO-Befehlshaber der Seestreitkräfte Ostseezugänge. Von diesem Dienstposten aus wurde er 1965 pensioniert.
Im Ruhestand als Konteradmiral a. D. kandidierte er, als Ausdruck seiner politischen Überzeugungen, für die CDU zum 5. Deutschen Bundestag. Er verfehlte knapp das Mandat, setzte seine politische Tätigkeit aber noch mehrere Jahre als ehrenamtlicher Stadtrat in Kiel fort. Wegener liegt auf dem Kieler Nordfriedhof begraben.

### Auszeichnungen
Unter den zahlreichen Auszeichnungen sind das Deutsche Kreuz in Gold, die US-amerikanische Legion of Merit und das Große Verdienstkreuz mit Stern des Verdienstordens der Bundesrepublik Deutschland hervorzuheben.

## Militärtheoretische Tätigkeit
In den Jahren seines Ruhestands entfaltete er eine rege historische, seestrategische und militärpolitische Publikationstätigkeit. Auch an den Angelegenheiten der Bundesmarine nahm er, in zahlreichen beratenden Funktionen, als Mitbegründer des Deutschen Marine-Instituts und Wiederbegründung der Marine-Rundschau etc. teil.

## Werke
- Moskaus Offensive zur See. MOV-Verlag, Bonn-Bad Godesberg 1972 (mit Lebenslauf).
- Selbstverständnis und historisches Bewusstsein der deutschen Kriegsmarine, Marine-Rundschau 67 (1970), S. 321.
- Die Elemente von Seemacht und maritimer Macht, in: Seemacht und Aussenpolitik, Hrsg. D. Mahncke und H. P. Schwarz, Frankfurt 1974.
- Theory of Naval Strategy in the Nuclear Age, Naval Review 1977, US Naval Institute.
- Das Kräftespiel der Bündnisse und Nationen zur See heute, Symposium des Deutschen Marine Instituts
- Die Seeinteressen der Bundesrepublik Deutschland. Vorträge und Diskussionsbeiträge eines Symposiums des Dt. Marine-Institut, Mittler, Herford 1979. ISBN 3-8132-0098-1.
- Das deutsch-britische Verhältnis vor den Weltkriegen, In: Marine-Forum 12-1980. MRV-Verlag, Bonn 1980. ISSN 0172-8547
- Nachworte (als Herausgeber m. d. Deutschen Marine-Institut.) z. B. zu Paul M. Kennedy: Aufstieg und Verfall der britischen Seemacht, Mittler-Report-Verlag (MRV), Bonn 1978. ISBN 3-8132-0013-2.